# Médée (Corneille)
Pour les articles homonymes, voir Médée (homonymie).
Médée est une tragédie en cinq actes de Pierre Corneille, représentée pour la première fois en 1635.

## Résumé
La pièce se situe à Corinthe. L'héroïne de la pièce, la magicienne Médée, est répudiée par Jason après lui avoir donné deux enfants et est condamnée à l'exil par Créon, roi de Corinthe. Ce dernier, père de Créuse consent au mariage de sa fille avec Jason. Folle de rage, Médée accomplit sa vengeance en brûlant Créuse et Créon à l'aide d'une robe enchantée, et en égorgeant ses propres enfants. Le dernier acte se termine sur la fuite de Médée sur un char tiré par deux dragons et sur le suicide de Jason.

## Personnages
- Créon, roi de Corinthe
- Égée, roi d'Athènes
- Jason, mari de Médée
- Pollux, Argonaute, ami de Jason
- Créuse ou Glaucé, fille de Créon
- Médée, femme de Jason
- Cléone, gouvernante de Créuse
- Nérine, servante de Médée
- Theudas, domestique de Créon
- Troupe des gardes de Créon

## Médée(1635) dans la carrière de Pierre Corneille
Après avoir redonné ses lettres de noblesse à la comédie, Corneille s'engage dans la tragédie avec la création de Médée. Cette tragédie est représentée pour la première fois en 1635 par la troupe du Marais, rivale de celle du théâtre de l'hôtel de Bourgogne. Lors de sa représentation, au théâtre du Marais, le succès de la pièce de théâtre est mitigé. D'ailleurs, la représentation de Médée fait suite à la démission de Corneille du groupe des « cinq auteurs ». Le dramaturge ne possède donc plus la protection de Richelieu qui, rancunier, accueille cette première tragédie cornélienne d'un mauvais œil. Médée est publiée quatre ans après sa première représentation, en 1639.

## Corneille après Euripide et Sénèque
Corneille s'inspire de la pièce de Sénèque et de la pièce d'Euripide tout en y apportant de nombreuses modifications personnelles.

### Le développement et l'ajout de personnages

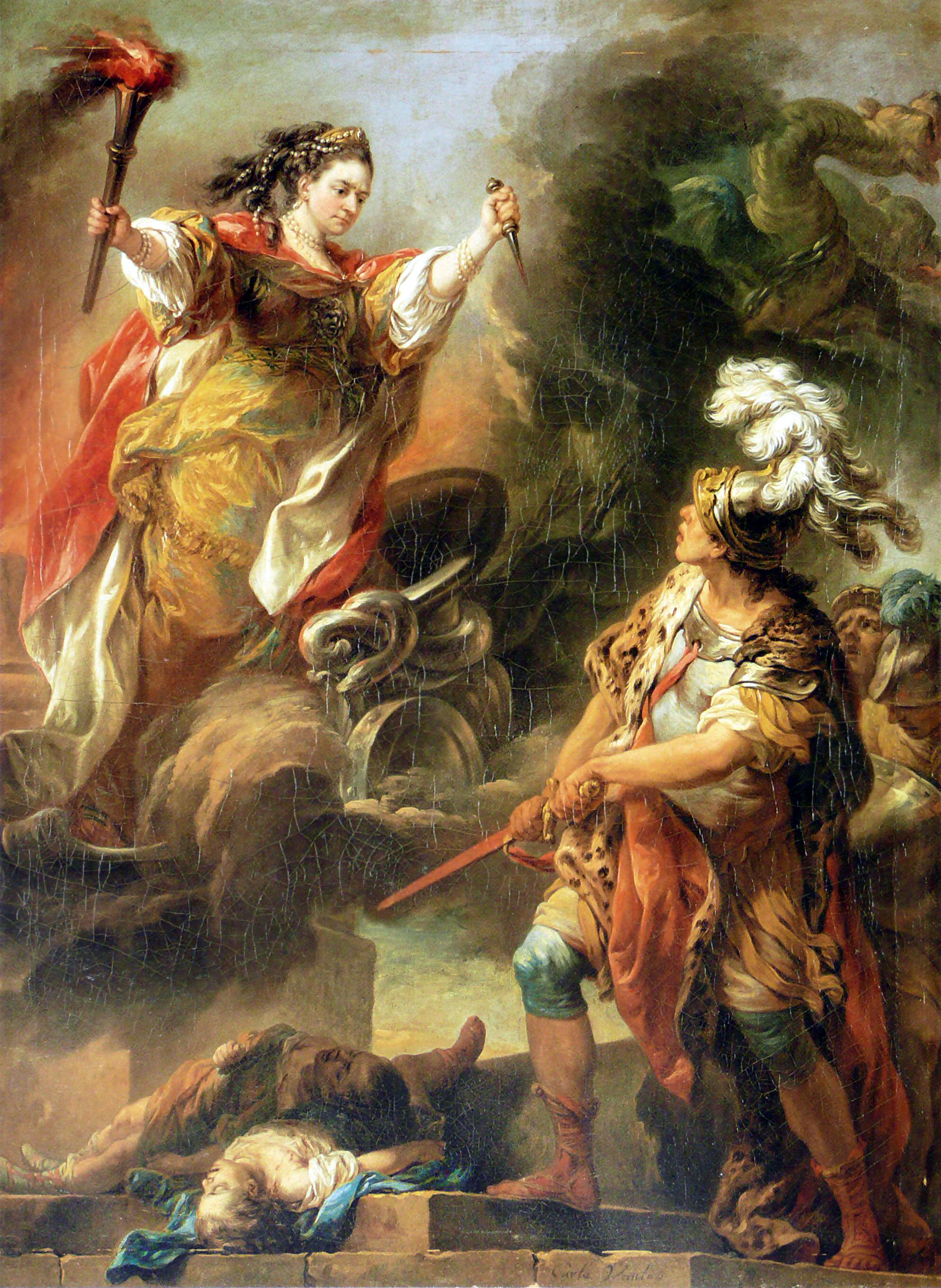
Charles André van Loo, Mademoiselle Clairon en Médée, 1760

Tout d'abord, Corneille a inséré quelques éléments nouveaux notamment au niveau des personnages. Le dramaturge ajoute, par exemple, le personnage d'Égée. Cet ajout est une inspiration de la Médée d'Euripide. Toutefois, Corneille étoffe davantage ce personnage en le rendant amoureux de Créuse. Cet amour est à sens unique. Égée permet de créer, avec Jason et la princesse, un triangle amoureux qui complexifie l'intrigue.
Le dramaturge insère ensuite des personnages nouveaux. Nous pouvons citer Créuse qui possède alors un véritable rôle sur scène. Elle n'est plus seulement un objet ou simplement citée. Ensuite, Corneille crée le personnage de Pollux qu'il établit comme étant l'ami et le confident de Jason. Ces changements permettent à l'auteur d'atténuer la culpabilité de Médée par rapport à Sénèque. En effet, ces personnages apportent une diversité de points de vue sur l'héroïne tragique. Ainsi, il est plus délicat pour le spectateur de condamner Médée. Dans l’œuvre de Sénèque, le spectateur est obligé de la condamner. Chez Corneille, ce choix devient plus difficile car il a en sa possession une multitude d'opinions. Enfin, autre détail, il nomme la « Nourrice » – nom chez Sénèque – Nérine. La création et l'insertion de nouveaux personnages vont dans le sens d'une tragédie plus « psychologique ».

### L'insertion ou la suppression de péripéties
Corneille insère aussi des péripéties qui complexifient les événements menant aux crimes finaux et permettent de justifier la vengeance de Médée et donc d'atténuer ainsi sa culpabilité. Son crime devient plus supportable, moins horrifiant que celui de Sénèque.
Tout d'abord, la première péripétie rajoutée par Corneille est le fait que ce soit Créon qui enlève ses enfants à Médée afin de les mettre sous la garde de sa fille Créuse.
Ensuite, Créuse exige la robe de Médée, seul bien qu'elle possède depuis sa fuite de Colchide. Ce n'est pas Médée qui la lui donne délibérément. Corneille fait donc moins agir Médée ; ce sont les autres personnages qui font avancer l'intrigue. Ces actes justifient donc en partie la vengeance de Médée. Ainsi, à la différence de Sénèque, Médée n'est plus haïe dans sa totalité, le lecteur est partagé.
Une autre invention majeure concerne la mort de Jason. En effet, ce dernier se suicide sur scène. Chez Sénèque, tout comme dans le mythe, Jason ne meurt pas à la suite de ces événements. Cette invention augmente le pathétique de la tragédie.
À la différence de Sénèque, Corneille ne montre pas sur scène l'infanticide. Celui-ci est commis hors-scène, tandis que les deux meurtres (ceux de Créon et Créuse) sont effectués sur scène, aux yeux de tous. L'infanticide est moralement plus condamnable que le meurtre parce que le coupable tue sa descendance, une partie de lui-même. Corneille a donc préféré faire preuve de bienséance sur ce point.

## Médée(1635): entre baroque et classicisme
La Médée de Corneille oscille entre tonalité baroque et tonalité classique. Elle incarne ces deux mouvements à la fois et révèle des problématiques esthétiques majeures du XVIIe siècle qui se complètent et s'opposent. Créée en 1635, elle se trouve dans une époque charnière où l’inspiration baroque reste majeure (La vie est un songe, de Calderon, monument du théâtre baroque, paraît la même année) mais où déjà le mouvement régulier tente de s'imposer, sous l'influence des doctes comme Chapelain, et Scudéry. Ce n'est cependant qu'après la querelle du Cid que les pièces de Corneille commenceront à correspondre à ce que le XIXe siècle a appelé le classicisme, en adoptant autant que possible les règles prescrites par les doctes et les réguliers.

### Le mouvement et la démesure baroque
Dans Médée, le spectaculaire s'impose à travers divers éléments. Tout d'abord, la pièce de théâtre est empreinte de merveilleux, élément qui implique une mise en scène adaptée. Médée possède des pouvoirs magiques qui lui permettent de concocter des charmes ou encore d'ouvrir, à l'aide de sa « baguette », la porte de la prison où Égée est retenu prisonnier. Ces éléments impliquent que des stratagèmes ont été mis en place sur scène pour retranscrire le merveilleux. Le deus ex machina final en est la preuve.
Médée est aussi à placer dans une approche baroque car elle possède un goût prononcé pour la violence et le macabre. En effet, les meurtres se font sur scène et les personnages meurent lentement et dans d'atroces souffrances.

### Les trois unités dansMédée

#### L'unité de temps
Dans Médée, cette règle est respectée. Créon accorde en effet un jour à Médée, durant lequel elle doit quitter la ville pendant que le mariage de Jason et Créuse est prononcé : « De grâce ma bonté te donne un jour entier » (II, 2, v.504). Nous voyons ainsi que l'intrigue théâtrale est construite par rapport à la règle de l'unité de temps qui est introduite naturellement dans la réplique. La règle devient un geste de clémence de la part de Créon.

#### L'unité d'action
L'action principale de Médée est la vengeance face à l'infidélité de Jason. Le mariage en est la cause. La libération d’Égée, quant à elle, assure le futur de Médée : elle trouvera en son royaume une retraite sûre. La vengeance de Médée se fait par étapes, mais le but n'est jamais oublié. Toutes les actions de l'héroïne tragique la mènent inéluctablement vers sa vengeance : elle empoisonne la robe que Créuse réclame, elle tue tout ce qui la relie à Jason, y compris ses deux enfants. Toutes les actions de Médée sont donc nécessaires.

#### L'unité de lieu
Corneille ne tient pas compte de l'unité de lieu. Il insère divers décors comme la grotte, le palais ou encore la prison. Cette entorse à l'unité de lieu rend Médée davantage baroque.

## Iconographie
- Mademoiselle Clairon dans le rôle de Médée, tableau de Carle van Loo, interprété en gravure par Laurent Cars en 1764[1].

### Filmographie
- Cornelia Geiser et Bertrand Brouder, Des Yeux à lire dans mon âme, la Médée de Corneille filmée dans le Quartier de Beaugrenelle de Paris.